# Wahn (Roman)
Wahn ist der deutsche Titel des am 22. Januar 2008 erschienenen Romans Duma Key des US-Schriftstellers Stephen King. Die deutsche Übersetzung von Wulf Bergner erschien am 18. Februar 2008 im Heyne Verlag.

## Inhalt
Edgar Freemantle, ein wohlhabender Bauunternehmer aus Minnesota, überlebt nur knapp einen schweren Baustellenunfall, bei dem sein Lastwagen von einem Kran zerquetscht wird. Edgar verliert seinen rechten Arm und erleidet schwere Kopfverletzungen, die sein Sprach-, Seh- und Erinnerungsvermögen beeinträchtigen. Während seiner langen Genesungszeit leidet er unter Selbstmordgedanken, Wortfindungsstörungen und heftigen, missbräuchlichen Stimmungsschwankungen, die seine Frau dazu veranlassen, die Scheidung einzureichen.
Auf Anraten seines Psychologen, Dr. Kamen, zieht Edgar in den Süden und mietet ein Strandhaus auf der Insel Duma Key vor der Küste Floridas. Kamen rät Edgar außerdem, sein früheres Hobby, das Zeichnen, wieder aufleben zu lassen, um sich zu erholen. Edgar stellt den örtlichen College-Studenten Jack Cantori als persönlichen Assistenten in Teilzeit ein. Bald darauf lernt er die anderen Vollzeitbewohner der Insel kennen und freundet sich mit ihnen an: die achtzigjährige Erbin Elizabeth Eastlake (die an Demenz im Endstadium leidet und deren Familientrust den größten Teil der Insel besitzt) und ihren Mitbewohner Jerome Wireman. Der – ein ehemals begabter Anwalt – beging nach dem tragischen Tod seiner Frau und seiner Tochter einen erfolglosen Selbstmordversuch. Sein Pistolenschuss in die Schläfe hinterließ aber nur eine inoperable Schusswunde mit einer in seinem Hirn vagabundierenden Kugel samt allerlei Folgeschäden.
Jahrzehnte alte paranormale Phänomene tauchen in Duma Key wieder auf, als Edgar sich obsessiv in seine Kunst vertieft und in einen halbbewussten Schaffensrausch verfällt; seine Kunstwerke fangen übersinnliche Visionen ein, die die Affäre seiner Ex-Frau, die selbstmörderische Depression seines Freundes Tom Riley und die flüchtige eheliche Verlobung seiner jüngeren Tochter Ilse offenbaren. Später nutzt Edgar seine neu gewonnenen künstlerischen Kräfte, um die Außenwelt zu manipulieren, Wiremans Gehirnschaden zu heilen und einen Kindermörder in seiner Gefängniszelle zu ersticken. Als Ilse die Insel besucht, fahren sie und Edgar in ein stillgelegtes, überwuchertes Gebiet, in dem die Farben unnatürlich lebendig erscheinen, und Ilse kotzt sich fast die Seele aus dem Leib. Elizabeth warnt Edgar, dass Duma Key „noch nie ein glücklicher Ort für Töchter war“ und dass seine Gemälde an mehrere geografisch weit entfernte Käufer verkauft werden müssen, damit ihre jenseitige Kraft nicht zu konzentriert oder gefährlich wird.
Freemantle erfährt, dass sein Strandhaus in den achtzig Jahren seines Bestehens schon viele erfolgreiche Künstler beherbergt hat, darunter auch Elizabeth und Salvador Dali. Edgar und Jerome zeigen nach und nach ausgeprägte übersinnliche Fähigkeiten, während sie sich auf oder in der Nähe der Insel aufhalten, was anscheinend auf ihre schweren Hirnverletzungen zurückzuführen ist. Edgars Kunst wird immer lebendiger und beunruhigender. Er malt Kompositionen von Schiffen und Seestücken, auf denen sich ein gruseliges Schiff mit einem geheimnisvollen, rot gekleideten Passagier mit jedem Bild dem Ufer und einem unbekannten Mädchen nähern. Elizabeth wird derweil abwechselnd geistig klar und abdriftend, während sich ihre Demenz verschlimmert. Sie verstreut ihre geliebten Porzellanfiguren, murmelt, dass „der Tisch undicht ist“, und fordert Wireman wiederholt auf, eine gesichtslose Figur in ihren Koiteich zu werfen. In einem Moment erschreckender Klarheit fragt Elizabeth Edgar, ob er schon mit dem Malen des Schiffes begonnen habe.
Nachdem Edgars Gemälde landesweit Beachtung finden, veranstaltet er eine Kunstausstellung mit begleitendem Vortrag in einer gehobenen Galerie in Sarasota, die ein treues Publikum (einschließlich Edgars Liebsten, die ihn besuchen) anzieht und einen Umsatz von einer halben Million einbringt. Elizabeth hat einen seltenen Auftritt bei dieser Ausstellung; als sie seine Schiffs- und Meeresbilder sieht, reagiert sie heftig und macht kryptische Andeutungen und Warnungen, bevor sie einen Krampfanfall und schließlich tödlichen Schlaganfall erleidet. Edgar bemerkt in seinem Werk bisher unbekannte Details: die verrottenden Segel des Schiffes, Kinderspielzeug, das auf dem Deck liegt, schreiende Gesichter, die sich im schäumenden Kielwasser verstecken.
Die Erzählstränge verflechten sich, denn Edgars gegenwärtige Tortur verläuft parallel zu der Tragödie, die der Familie Eastlake im Jahr 1927 widerfuhr. Die junge Elizabeth, die bei einem Unfall mit einer Pferdekutsche eine Kopfwunde erlitten hat, erholt sich beim Zeichnen. Eine äußere Präsenz – „Perse“ – spricht zu ihr, manchmal in ihrem Geist oder manchmal durch ihre Stoffpuppe, und erfüllt sie mit Wissen, realitätsverändernden Kräften und einem allmählichen Eindringen unheimlicher Triebe. Elizabeth führt ihren Vater, einen Schmuggler, zu einem Haufen von Schiffstrümmern in den Untiefen, wo er eine Figur aus Porzellan mit rotem Mantel ausgräbt. Ihre Skizzen werden immer bösartiger, bis sie sich, von Angst getrieben, gegen Perse auflehnt und den Zorn des Wesens auf sich zieht. Als Vergeltungsmaßnahme werden Elizabeths kleine Zwillingsschwestern ins Meer gelockt, wo sie ertrinken. Nur ihr Kindermädchen Melda greift direkt ein; als die untoten Schwestern sich auf den Strand zubewegen, hält die Gouvernante sie mit Silberschmuck auf und erkauft sich so kostbare Augenblicke mit ihrem Leben.
Edgar sieht sich bei der Lösung des Eastlake-Rätsels mit ähnlichen Gefahren aus dem Jenseits konfrontiert. Er kehrt nach Hause zurück und findet auf einer unbenutzten Leinwand den kindlichen Schriftzug „Wo ist unsere Schwester“. Dann entdeckt er, dass diejenigen, die im Besitz seiner Kunstwerke sind, entweder sterben oder von Perse besessen und zu mörderischen Taten getrieben werden. Tom Riley hat einen lichten Augenblick, als er mit dem Auto zu Edgars Frau unterwegs ist, um sie zu töten, und rast gegen eine Betonwand. Edgar überredet seine Liebsten, ihre Gemälde wegzuwerfen, aber nicht bevor eine von Perse besessene Kunstkritikerin seine Tochter Ilse ertränkt hat und Dr. Kamen von einem Herzinfarkt dahingerafft wurde. Während Edgar, Jack und Wireman versuchen, dem Geheimnis von Perse auf die Spur zu kommen, werden sie von den untoten Passagieren des Geisterschiffs gejagt. Das Trio kämpft sich zu der überwucherten Gegend von Duma Key vor – Heron’s Roost, das ursprüngliche Herrenhaus von Eastlake – und findet die Perse-Skulptur, die in einem mit Süßwasser gefüllten Whiskey-Keramikfass versiegelt gewesen ist, in dem sich im Laufe der Jahre ein Riss gebildet hat. Edgar weiß, dass Perse salziges Meerwasser braucht, um ihre bösartigen Kräfte auszuüben, und sperrt die Figur in einem improvisierten Süßwasserbehälter – einer batterielosen Taschenlampe – ein. Bei einer letzten Versuchung von Perse trägt das Wesen Ilses Gesicht als Sandskulptur, aber Edgar hat eine andere Taschenlampe dabei, und Perses Macht erlischt. Edgar und Wireman fliegen nach Minnesota und werfen die Statuette, eingesperrt in die Taschenlampe und zusätzlich eingesperrt in eine silberne Röhre, in die Süßwassertiefen des Phalen-Sees, wo sie für immer ungestört schlafen wird.
Wireman schmiedet Pläne, nach Mexiko zu ziehen und dort ein Hotel zu eröffnen, und schlägt Edgar vor, sich ihm anzuschließen. Doch nur zwei Monate später stirbt Wireman an einem Herzinfarkt, bevor Edgar ihn wiedersehen kann. Daraufhin beginnt Edgar mit seinem letzten Gemälde: ein gewaltiger Tropensturm, der Duma Key restlos zerstören wird.

## Charaktere
- „Edgar Freemantle“: Hauptcharakter des Romans Wahn, das sich auf seine Kämpfe konzentriert. Er übernimmt schließlich die Führung im entscheidenden Kampf gegen „Perse“.
- „Jerome Wireman“:ehemaliger Anwalt aus Omaha, der nach dem Verlust seiner Frau und seiner Tochter nach Florida zog, einen Selbstmordversuch überlebte und aus seiner Anwaltskanzlei entlassen wurde. Er wird fast immer nur Wireman genannt und spricht auch von sich selbst so.
- „Elizabeth Eastlake“: als wohlhabende Erbin und ehemalige Kunstmäzenin, die an der Alzheimer-Krankheit leidet, spielt sie eine wichtige Rolle im Hintergrund der Geschichte und fordert die Protagonisten auf, gegen die böse Macht auf der Insel zu kämpfen, gegen die sie selbst schon in ihrer Kindheit gekämpft hat.
- „Pam Freemantle“: „Edgars“ Frau und Mutter von „Melinda“ und „Ilse Freemantle“, die sich zu Beginn des Romans von ihm scheiden lässt. Während des Romans hat sie mehrere Affären, versöhnt sich aber nach und nach mit ihm, bis die Ereignisse ihren Höhepunkt erreichen.
- „Ilse Freemantle“: „Edgars“ jüngere Tochter, die die einzige Person aus seinem „anderen Leben“ bleibt, die ihm nahe bleibt und die Person ist, die er am meisten auf der Welt liebt.
- „Jack Cantori“: ein ortsansässiger Student, der als Chauffeur und Handwerker für „Edgar“ fungiert, das Haus mit Lebensmitteln versorgt und alles besorgt, was er braucht. Es ist sein schnelles Denken, das es ihnen ermöglicht, „Perse“ am Ende des Romans in die Falle zu locken.
- „Nan Melda“: „Elizabeth Eastlakes“ Kindermädchen und Haushälterin der „Familie Eastlake“ in den 1920er Jahren, die „Elizabeths“ Zeichenfähigkeiten entdeckte und von „Perse“ erfuhr. „Elizabeth“ vertraute sich „Nan Melda“ an und sie arbeiteten zusammen, um „Perse“ zu besiegen, indem „Melda“ für Ablenkung sorgte, während „Elizabeth“ die Perse-Statuette in einen Süßwassertank tauchte. „Nan Melda“ wurde von „Elizabeths“ Vater getötet, nachdem „Perse“ ihm vorgaukelte, sie würde seinen Kindern Schaden zufügen. „Nan Meldas“ Vermächtnis half „Edgar“ und den anderen, „Perses“ Schwäche für Silber und Süßwasser zu entdecken.
- „Perse“: die böse Macht manifestierte sich auf Duma Key. Sie versuchte zunächst, durch die junge „Elizabeth Eastlake“ aus dem Ozean an die Oberfläche zurückzukehren, bevor sie bis zum heutigen Tag im Süßwasser gefangen blieb (dadurch ist sie machtlos). Sie befehligt ein Schiff verdammter Seelen, und obwohl sie kein Mensch ist, soll sie etwas ausgesprochen Weibliches an sich haben. Sie manifestiert sich in einer alten Porzellanpuppe mit einem roten Umhang. Am Ende des Romans wird sie wieder eingeschläfert, obwohl die Charaktere befürchten, dass sie irgendwann wieder fliehen könnte. Ihr vollständiger Name „(Persephone)“, ihre Beschreibung und ihre Rolle im Buch sind im Allgemeinen von der griechischen Göttin Persephone, der Königin der Unterwelt, beeinflusst und von ihr übernommen.

Es gibt eine große Anzahl von Nebencharakteren im Buch, die für die Hauptfiguren oder die Handlung des Buches nur eine vorübergehende Bedeutung haben, darunter zahlreiche Freunde und Familienangehörige aus „Edgars“ „anderem Leben“ sowie „Wiremans“ Familie und Chef, aber auch Figuren mit losem Bezug zu den beiden und verschiedene Leute, die während der Tourismussaison Häuser auf Duma Key mieten.

## Wissenswertes
- 2008 wurde das Buch in der Kategorie Bester Roman mit dem Bram Stoker Award ausgezeichnet.[1]
- Wahn ist der 30. Roman von Stephen King, der auf Platz 1 der Bestsellerliste der New York Times stand.[2]
- Wahn basiert auf Kings eigener Kurzgeschichte Erinnerung, die ganz in Kapitel 1 des Romans aufgeht. Erinnerung erschien als Anhang von Stephen Kings Roman Qual, den er unter seinem Pseudonym Richard Bachman veröffentlichte.
- Stephen King verbringt seit einigen Jahren den Winter in seinem Wohnsitz in Florida. Die Inspiration zu diesem Roman kam King auf einem seiner langen Spaziergänge, als er ein Schild mit der Aufschrift Vorsicht, Kinder sah. Auf der Stelle fragte er sich, vor welchen Kindern man sich wohl in Acht nehmen müsse – die Idee zu Wahn war geboren. Edgar wird in Träumen und Visionen von zwei toten Zwillingsmädchen verfolgt.
- Einmal mehr verarbeitet King in diesem Werk seinen eigenen schweren Unfall, der ihn 1999 fast das Leben gekostet hätte.

## Rezeption
Von Kritikern erhielt das Buch vor allem positive Resonanz. Stephen King sagte gegenüber USA Today, dass „viele der heutigen Rezensenten mit der Lektüre meiner Belletristik aufgewachsen sind. Die meisten der alten Kritiker, die alles darüber geschrieben haben, was ich geschrieben habe, sind entweder tot oder im Ruhestand.“
- Die Kritikerin der New York Times, Janet Maslin, nannte den Roman „offen und fundiert“ und lobte die Kürze und Bildsprache des Romans sowie das rasante Tempo des letzten Drittels.[4]
- Mark Rahner von der Seattle Times kritisierte King als etwas unoriginell und langatmig, lobte aber die Charaktere und den Schrecken des Romans.[5]
- Richard Rayner von der Los Angeles Times nannte den Roman eine „wunderschöne, gruselige Idee“ mit düsteren, bodenständigen Charakteren. „[King] schreibt wie immer mit Energie und Tatendrang sowie einem Witz und einer Anmut, die ihm von Kritikern oft nicht zugetraut werden, [aber] der gruselige und größtenteils innere Schrecken der ersten zwei Drittel der Geschichte löst sich etwas auf, als Dämonenseeleute klirrend auf sie zukommen aus dem Meer.“[6]
- Erica Noonan von der Boston Globe nannte den Roman eine „willkommene Rückkehr“ zu einem ähnlichen Stil einiger von Kings besseren Romanen.[7]